# Yùlóng Xuěshān
Yùlóng Xuěshān o Muntanya Nevada Drac de Jade (Xinès simplificat: 玉龙雪山; Xinès tradicional : 玉龍雪山; Pinyin: Yùlóng Xuěshān; Naxi: Jingv'lv or Ngv'lv bbei jjuq) és un massís muntanyós o una petita carena de muntanyes al comtat Autònom de Yulong - Lijiang, a la província de Yunnan, Xina. El seu cim més alt es diu Shanzidou (扇子陡) i està a 5.596 m sobre el nivell del mar.

## Toponímia
El nom xinès, Yulong Xueshan, es tradueix directament com a muntanya Nevada Drac de Jade; de vegades es tradueix com Muntanya Yulong o Muntanya Nevada de Yulong. El nom en naxi és Muntanya Satseto
La carena formada pels seus tretze cims nevats semblen un drac gegant volant en ple cel, per això se li diu "Drac de Jade" o "Muntanya Celestial". D'altra banda, com que la litologia és principalment pedra calcària i basalt, i el blanc i el negre en són distintius, també se l'anomena "Muntanya Nevada Blanca i Negra" (Hēibái xuěshān, 黑白雪山).

## Geografia
El massís de la Muntanya Nevada del Drac de Jade forma el gruix de les grans muntanyes Yulong, que s'estenen més al nord. El flanc nord-occidental del massís forma un costat de la Gola del Salt del Tigre (Hutiao Xia, 虎跳峡), que té una popular ruta de senderisme a l'altra banda. En aquest congost, el riu Jinsha (alt Yangtsé ) baixa per la vall entre el Drac de Jade i la Muntanya Nevada de Haba. Les muntanyes Yulong es troben al sud de la serralada Yunling i formen part de les grans muntanyes de Hengduan del sud-oest de la Xina.
Els assentaments que envolten la Muntanya Nevada del Drac de Jade inclouen el poble Baisha al sud, el municipi de Longpan, a l'oest, el municipi de Daju, al nord-est, i el poble d'Aigua de Jade, al peu de la muntanya a l'est.

## Turisme

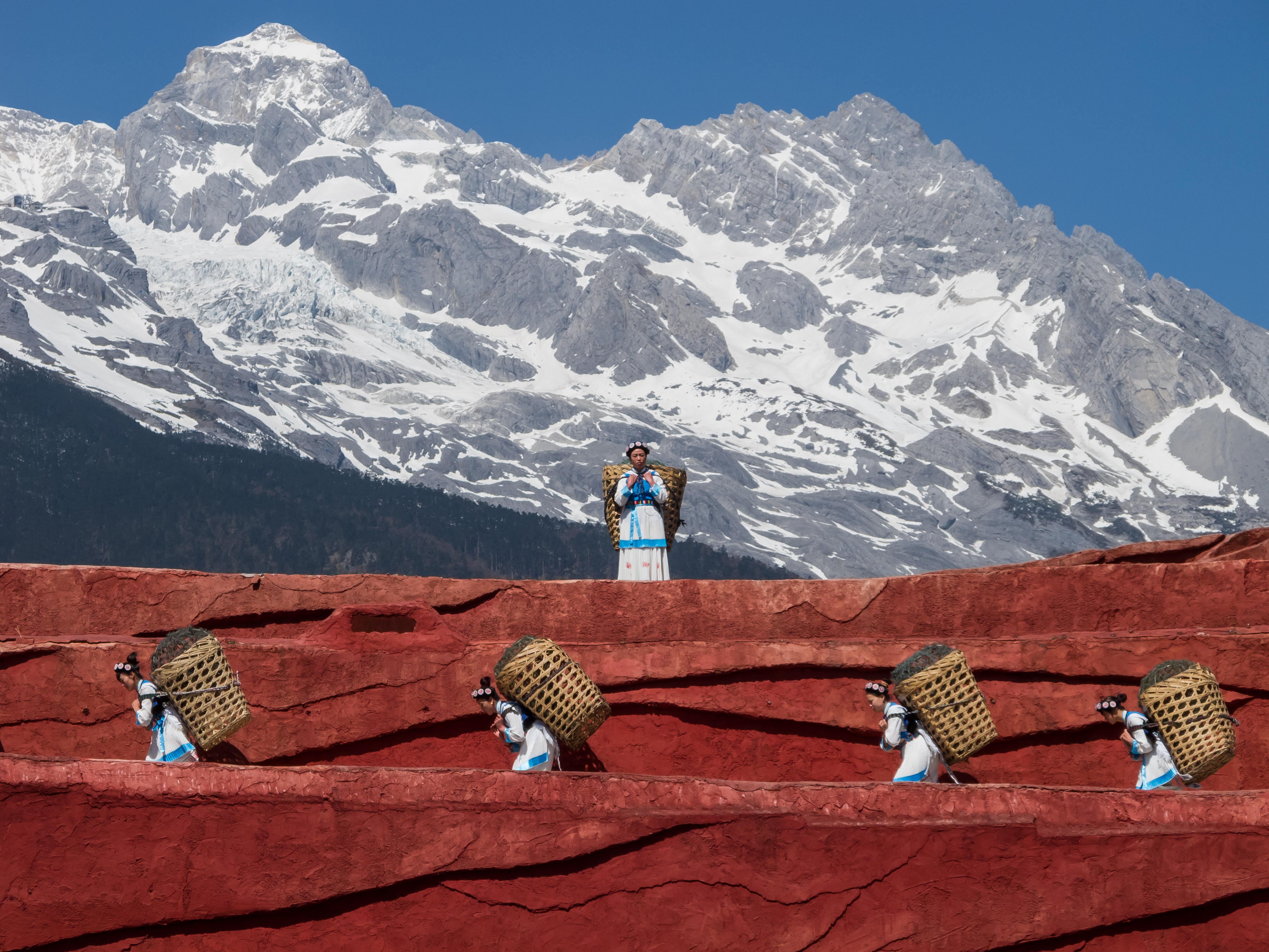
Actuació pública al Teatre a l'aire lliure de la Muntanya Nevada del Drac de Jade.

La vista del massís des dels jardins de l'estany del Drac Negre (Heilong Tan) a Lijiang és destacable. La muntanya forma part de la Zona Panoràmica Nacional de la Muntanya Nevada de Yulong i del Parc Geològic Nacional, una zona panoràmica classificada per l'AAAAA (la més elevada). El parc compta amb un telefèric turístic que porta a una plataforma d'observació a una altitud de 4.506 mi encara s'hi poden pujar uns centenars d'esglaons fins a una de les plataformes d'observació més altes del món a una altitud de 4.680 m per veure de prop el cim de la neu.
La muntanya va aparèixer a l'episodi 4 de The Amazing Race [18].

## Història de l'exploració
El 1938, una expedició liderada per l'advocada, feminista, conservacionista i muntanyenca australiana, Marie Byles, no va poder assolir el cim per raó del mal temps. Amargament decebuda per aquest fracàs, es va convertir, com a conseqüència, en una seguidora del pensament budista
Shanzidou ha estat escalat només una vegada, el 8 de maig de 1987, per una expedició americana. L'equip del cim estava compost per Phil Peralta-Ramos i Eric Perlman. Van escalar barrancs de neu i parets de pedra calcària, i es van trobar amb un gran perill d'allaus i escasses oportunitats de protecció. Van qualificar la màxima dificultat tècnica de la roca a YDS 5.7
El botànic i explorador austroamericà Joseph Rock va passar molts anys vivint a prop de la muntanya Satseto i va escriure sobre la regió i el poble naxi que l'ocupa. L'interès demostrat per Rock va atraure més tard a l'escriptor de viatges Bruce Chatwin a la muntanya, sobre la qual va escriure un article que va aparèixer al New York Times i que més tard, retitulat, a la seva col·lecció d'assajos Què estic fent aquí ? L'article de Chatwin va despertar l'interés de molts viatgers en visitar la regió, com el cas de Michael Palin.

## Galeria

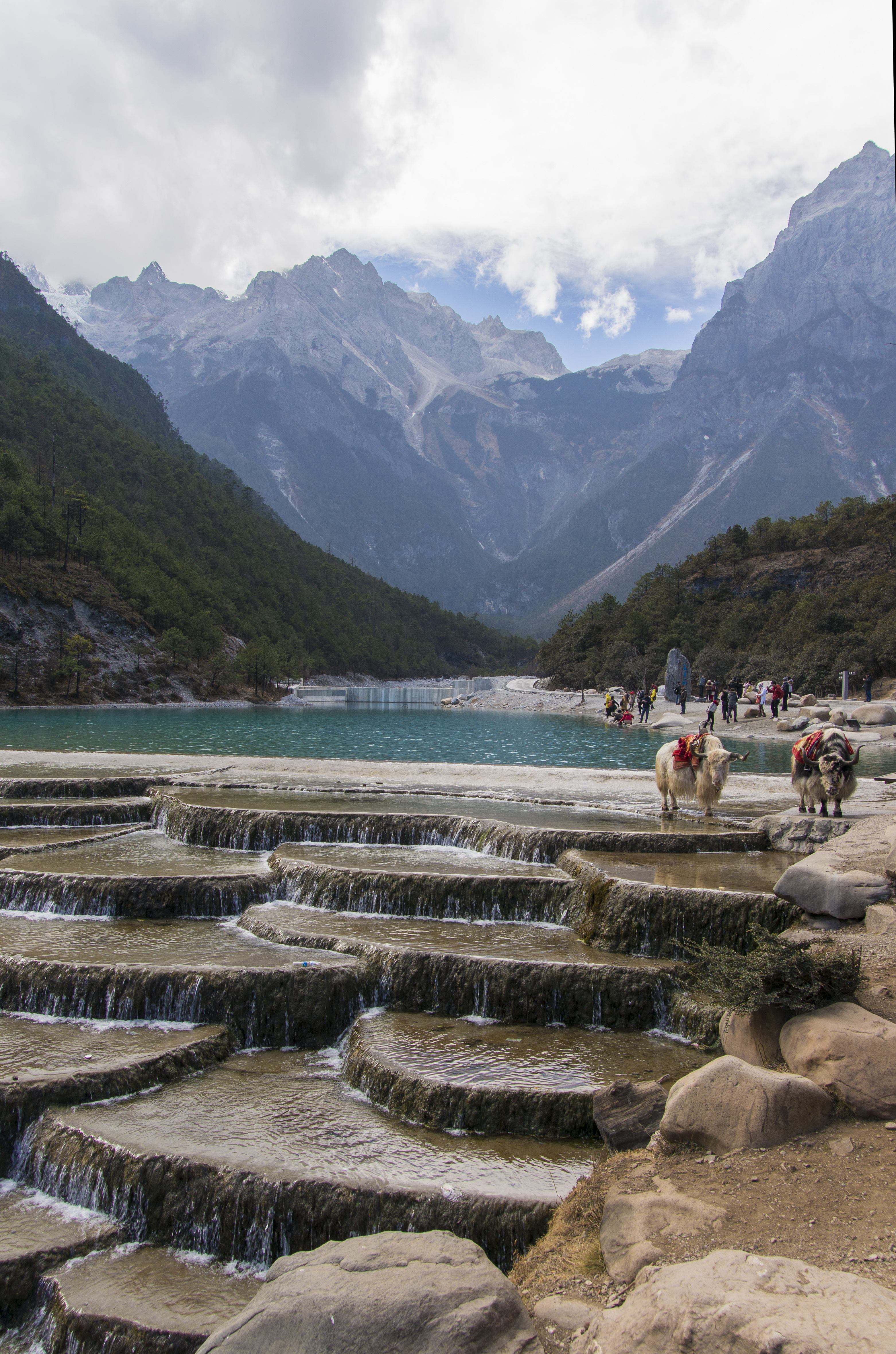
Piscines de Yak i cascades amb la muntanya al fons
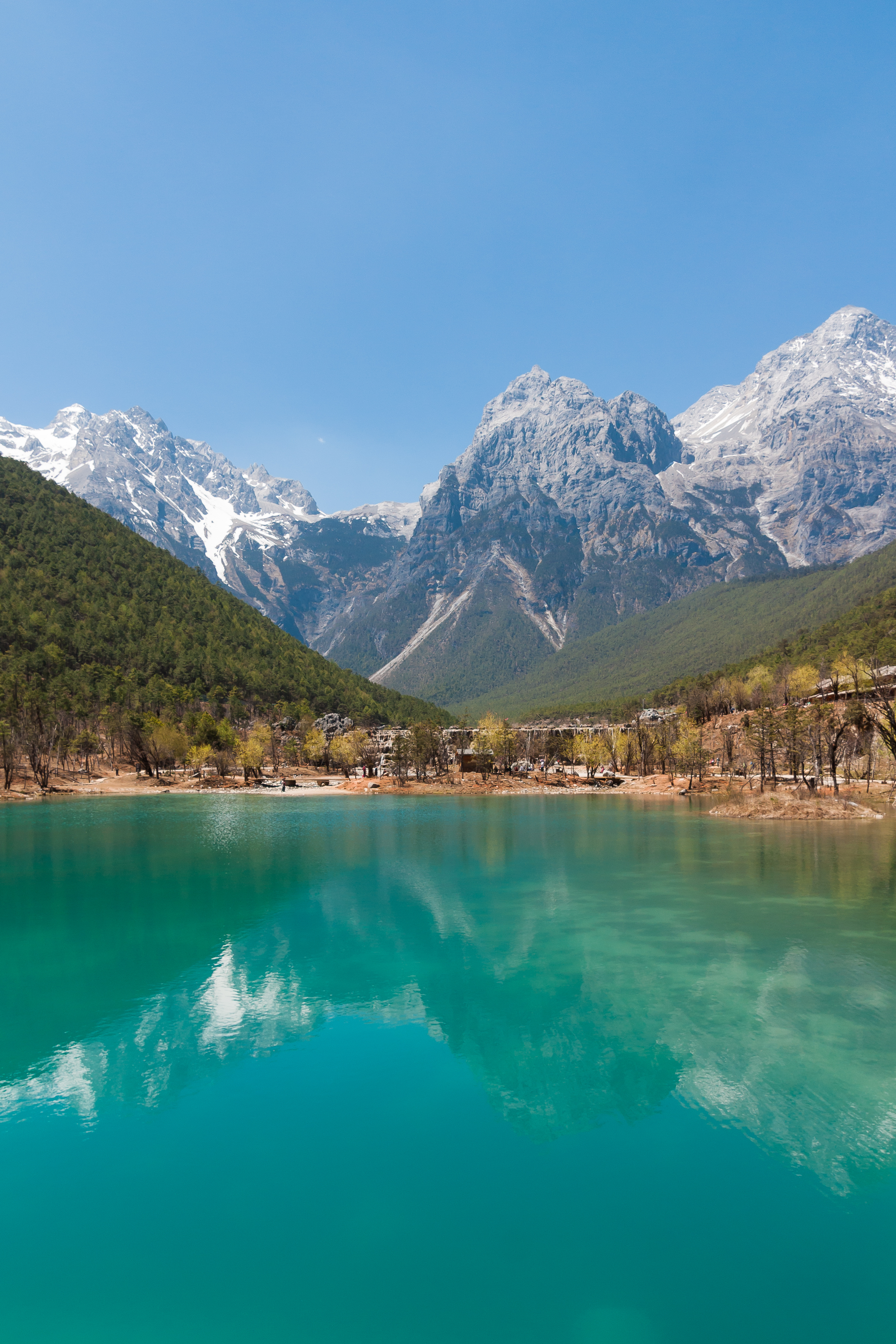
Vista de la Muntanya del Drac de Jade
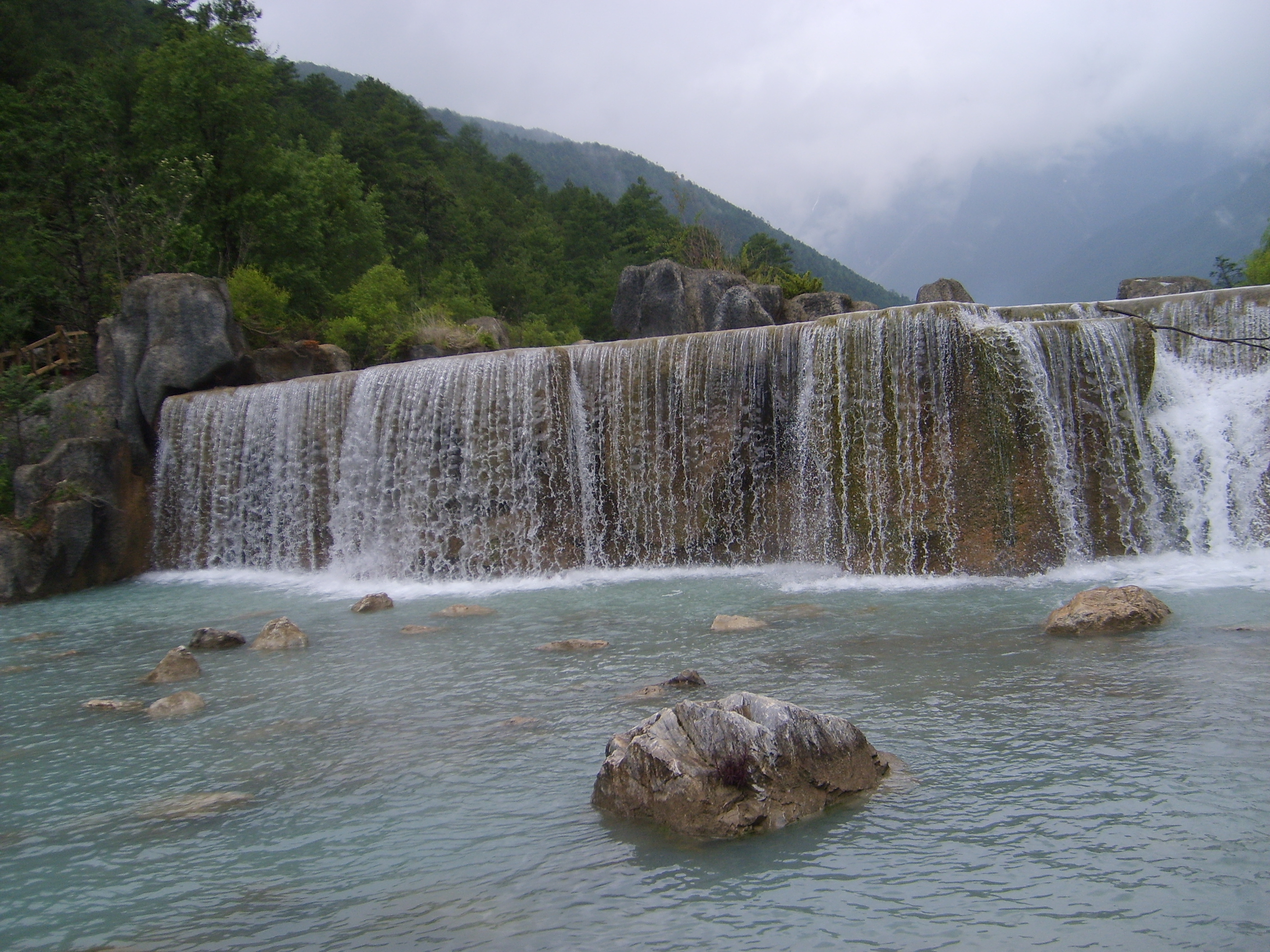
Cascada de la Muntanya Nevada de Yulong
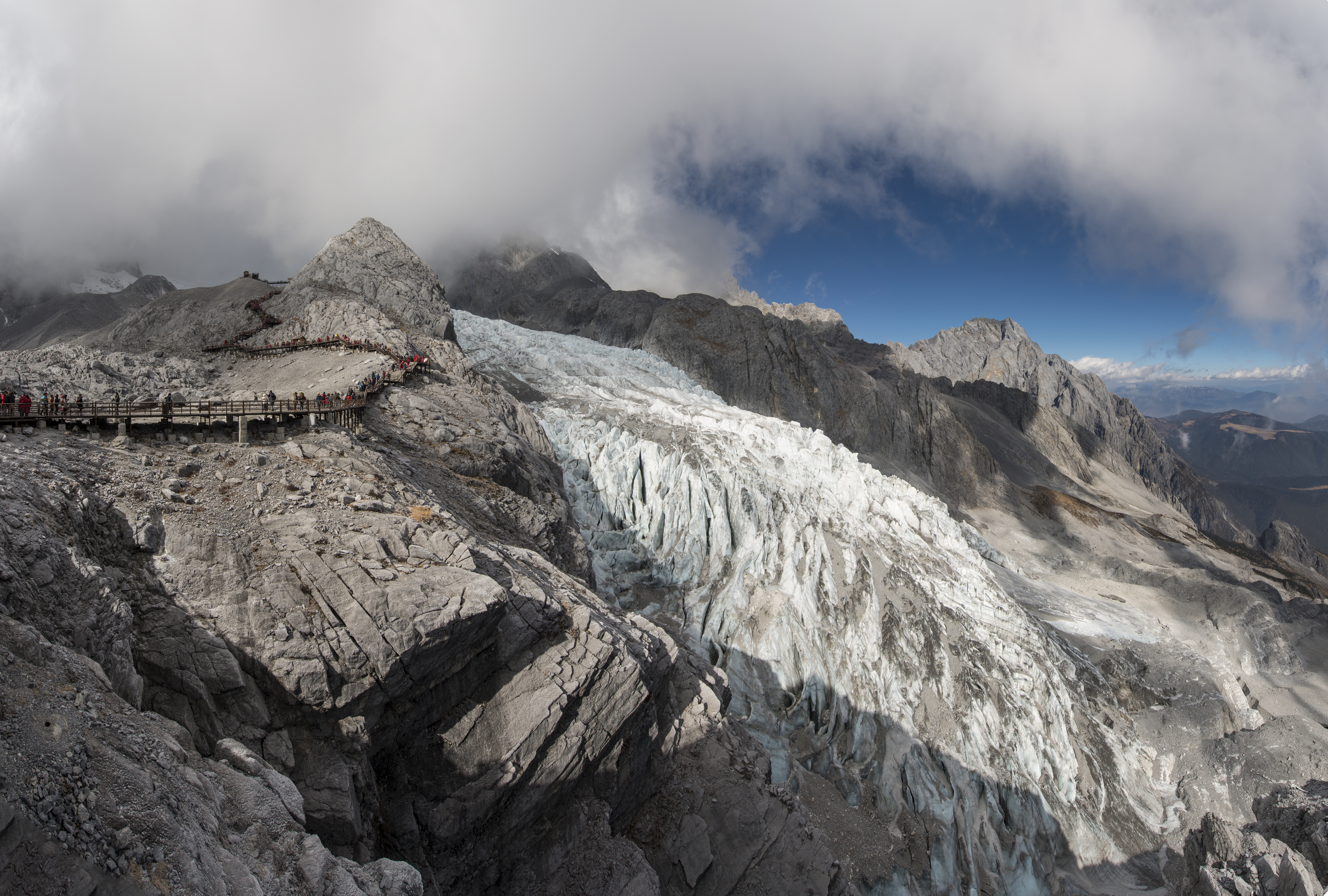
Glacera al cim de la muntanya
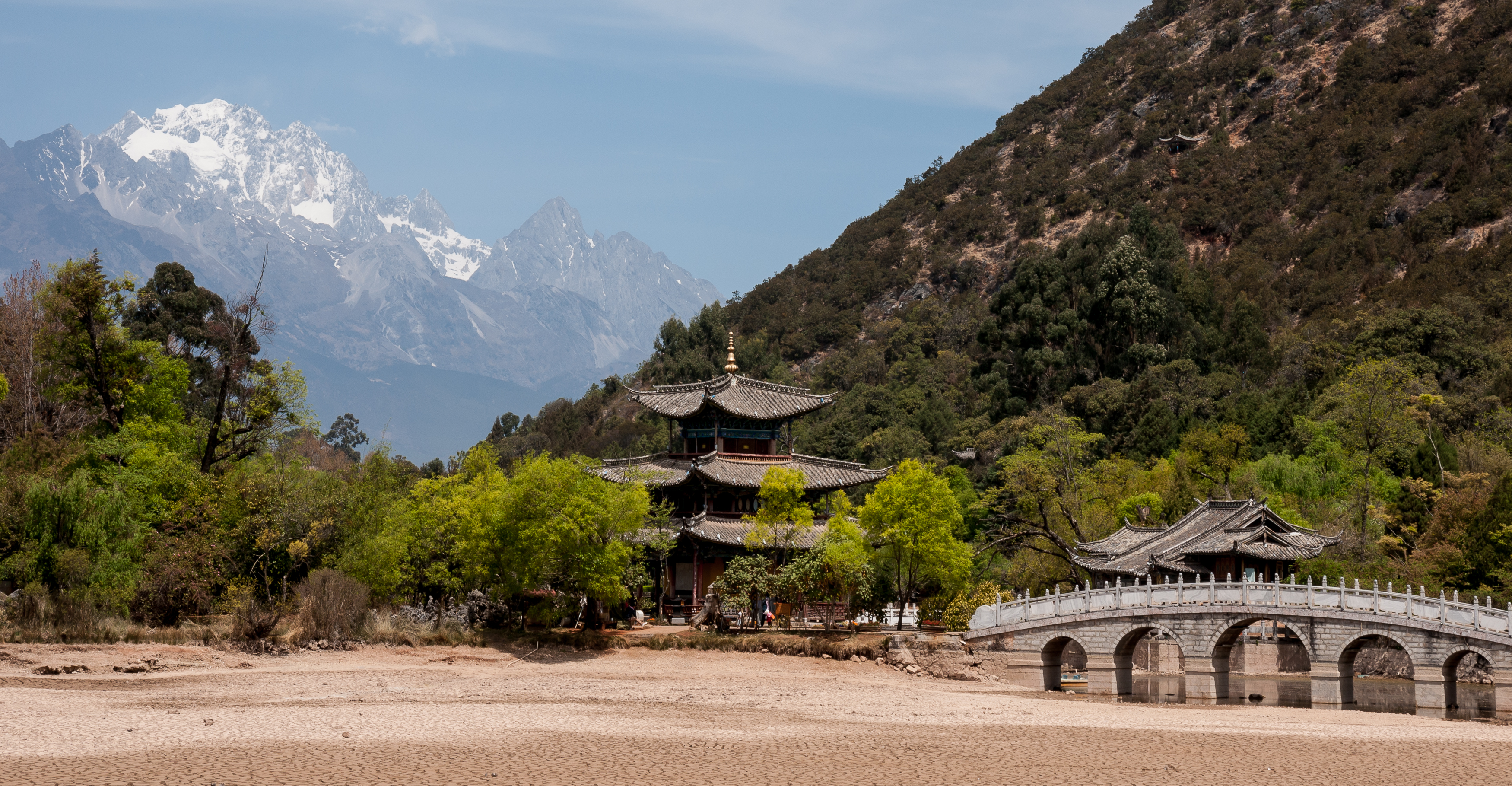
Piscina de Drac Negre de Yunnan
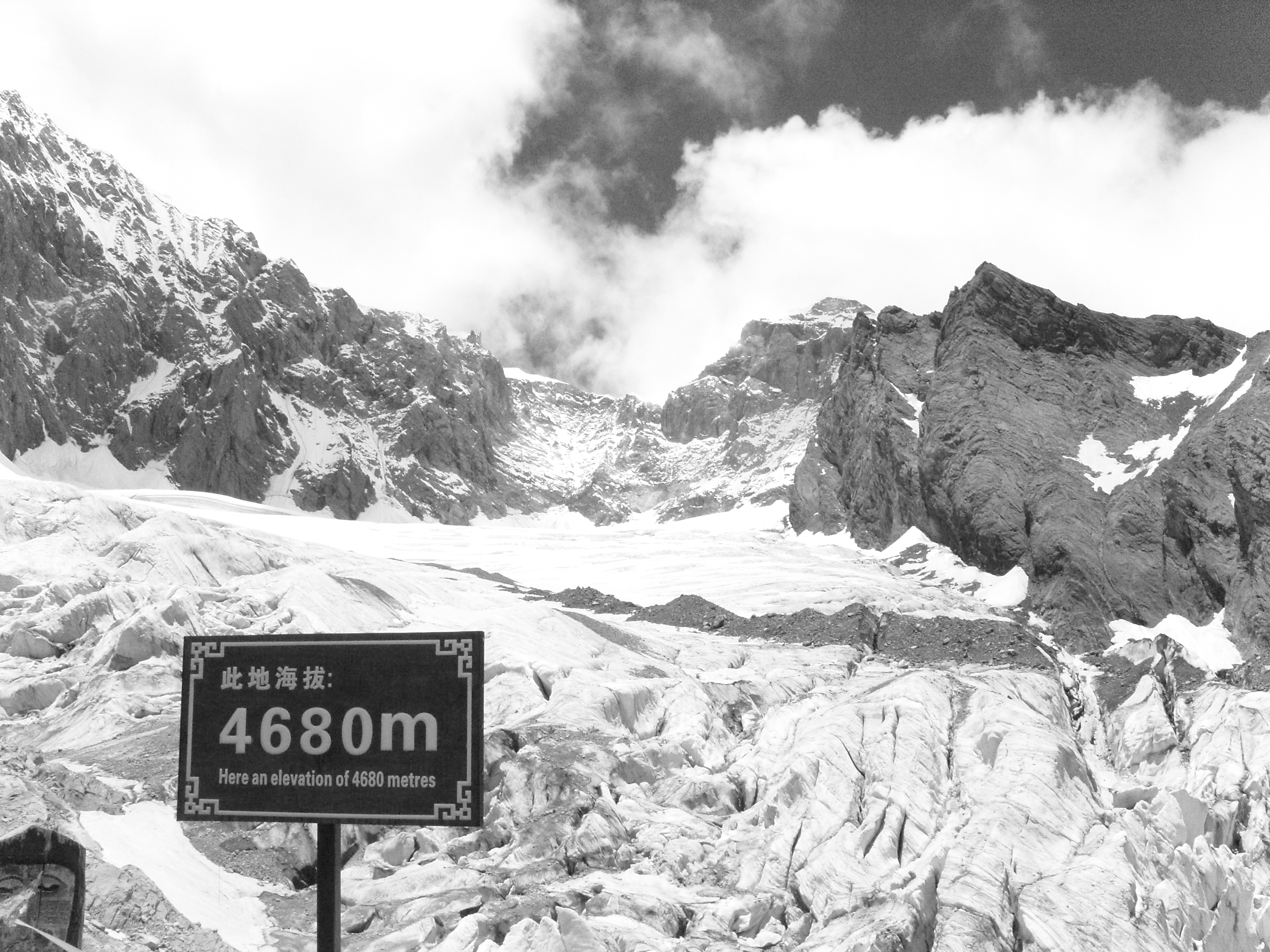
Una vista des d'aproximadament 900 m sota el cim
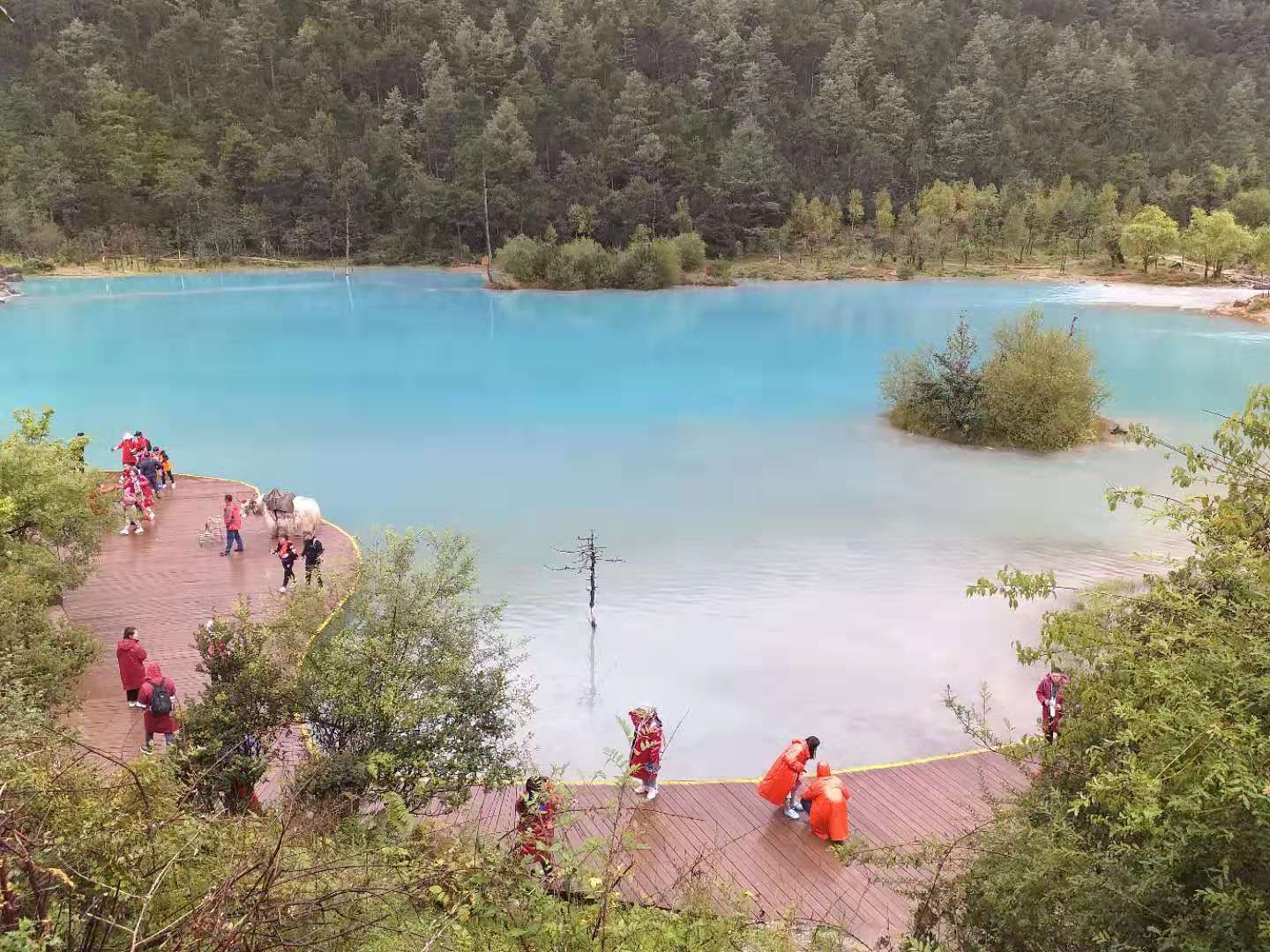
La característica de la Vall de la Lluna Blava de la Muntanya Nevada Yulong: l'aigua coneguda pel seu color llet i la seva qualitat pura és torna blava quan fa bon temps.